# Дузбай
Дузбай (каз. Жүзбай) — село в Аулиекольском районе Костанайской области Казахстана. Входит в состав Черниговского сельского округа. Код КАТО — 393651300.

## Население
В 1999 году население села составляло 166 человек (79 мужчин и 87 женщин). По данным переписи 2009 года в селе проживал 131 человек (67 мужчин и 64 женщины).